# Granly Hockey Arena
Granly Hockey Arena er en del af Esbjerg Idrætspark (en afdeling af Sport & Event Park Esbjerg) og ligger på Gl. Vardevej 82 i Esbjerg sammen med Blue Water Arena, Blue Water Dokken, Esbjerg Curlinghal, Esbjerg Atletikstadion,
Esbjerg Cricketanlæg, Idrættens Hus samt forskellige fodbold- og tennisbaner.

## Ishockey
Skøjtehallerne i Esbjerg er også kendt som hjemmebane for Esbjerg Energy (tidligere kendt som Esbjerg Elite Ishockey og EfB Ishockey) og danner ligeledes rammerne for mange af de amatørglade hockeyspillere med tilknytning til Esbjerg Ishockey Klub.

### Offentlig skøjtning
Fra starten af september til og med slutning af marts tilbydes der offentlig skøjtning i Granly Hockey Arena og skulle man have lyst til at skøjte udenfor sæsonen, har der været opstillet en skøjtebane på Torvet i Esbjerg hver vinter (siden 2004).

## Fakta

### Renovering af hallen
Arenaen blev bygget i 1974 og er siden da blevet renoveret i 2004, med nye tribuner og blå/gule farver, 2006 med blå/hvide farver, 2016 igen med blå gule farver.
I marts 2018 påbegyndte man et meget omfattende byggeri af en ny Arena, til 62 mio. kroner, under samme navn og sted. Søndag den 10. marts 2019 stod den nye Arena færdig, hvor Esbjerg Energy spillede for fuldt hus med 4.100 tilskuere mod Frederikshavn White Hawks.

### Tilskuerpladser
Der er ca. 4.100 tilskuerpladser i alt, heraf 25 handicappladser, ca. 2.450 siddepladser og ca. 1.650 ståpladser. VIP-Loungen er på ca. 500 m² og ligger mellem Ishal 1 og Blue Water Arenas lounge-område.

### Faciliteter
- 2 skøjtehaller
- Omklædningsrum
- Erhvervsbalkon
- VIP-Lounge
- Skøjteudlejning
- Skøjteslibning
- Mødelokaler og klubkontorer
- Café

### Materialer Hal 1:[4]
| Facade:     | Aluminium    |
| Tag:        | Tag-pap      |
| Gulv:       | Beton, Epoxy |
| Råhus:      | Beton        |
| Varmekilde: | Fjernvarme   |